# Arzé (Film)
Arzé ist eine Tragikomödie von Mira Shaib. Der Film mit Diamand Abou Abboud in der Titelrolle als alleinerziehende Mutter, die eine ganze Familie ernähren muss, ist eine Koproduktion des Libanon mit Saudi-Arabien und Ägypten und feierte im April 2024 beim Beijing International Film Festival seine Premiere. Arzé wurde vom Libanon als Beitrag für die Oscarverleihung 2025 als bester Internationaler Film eingereicht.

## Handlung
Arzé lebt zusammen mit ihrer älteren Schwester Layla und ihrem Sohn Kinan in Beirut. Die alleinerziehende Mutter ernährt die Familie, indem sie selbstgemachte Kuchen backt, die ihr Sohn zu Fuß ausliefert. Arzé weiß, dass das Geschäft sie nicht ewig ernähren kann. In einem Akt der Verzweiflung stiehlt sie das geliebte Armband ihrer Schwester, um es als Anzahlung für einen Roller zu verpfänden, mit dem ihr Sohn ihren Kuchen ausliefern kann. Arzé hatte immer eine komplizierte Beziehung zu Kinan, doch nachdem sie ihm dieses Geschenk gemacht hat, verstehen sie sich besser denn je. 
Als der Roller eines Nachts gestohlen wird, müssen sich Arzé und Kinan auf die Suche nach ihrem neuen fahrbaren Untersatz machen. Ihre Suche führt sie auf eine wilde Reise durch die lebendige, multiethnische Hauptstadt des Libanon. Um an Hinweise zum Verbleib des Rollers zu gelangen, verkleidet sich Arzé, trägt wahlweise ein Kopftuch oder ein Kreuz, und verändert ihren Akzent, je nachdem, in welchem Viertel Beiruts sie gerade unterwegs sind.

## Produktion

### Regie und Drehbuch
Regie führte Mira Shaib. Es handelt sich bei Arzé um das Spielfilmdebüt der libanesischen Filmemacherin. Bei dem Dokumentarfilm A Window of Time - Lockdown Diaries führte Shaib gemeinsam mit einer Reihe weiterer Personen Regie.
Das Drehbuch für Arzé schrieben Louay Khraish und Faissal Sam Shaib. Khraish war zuvor als Drehbuchautor für die Doku-Serie Film Arabi tätig. Gemeinsam mit Zeina Badran produzierten die beiden auch den Film.

### Besetzung und Dreharbeiten

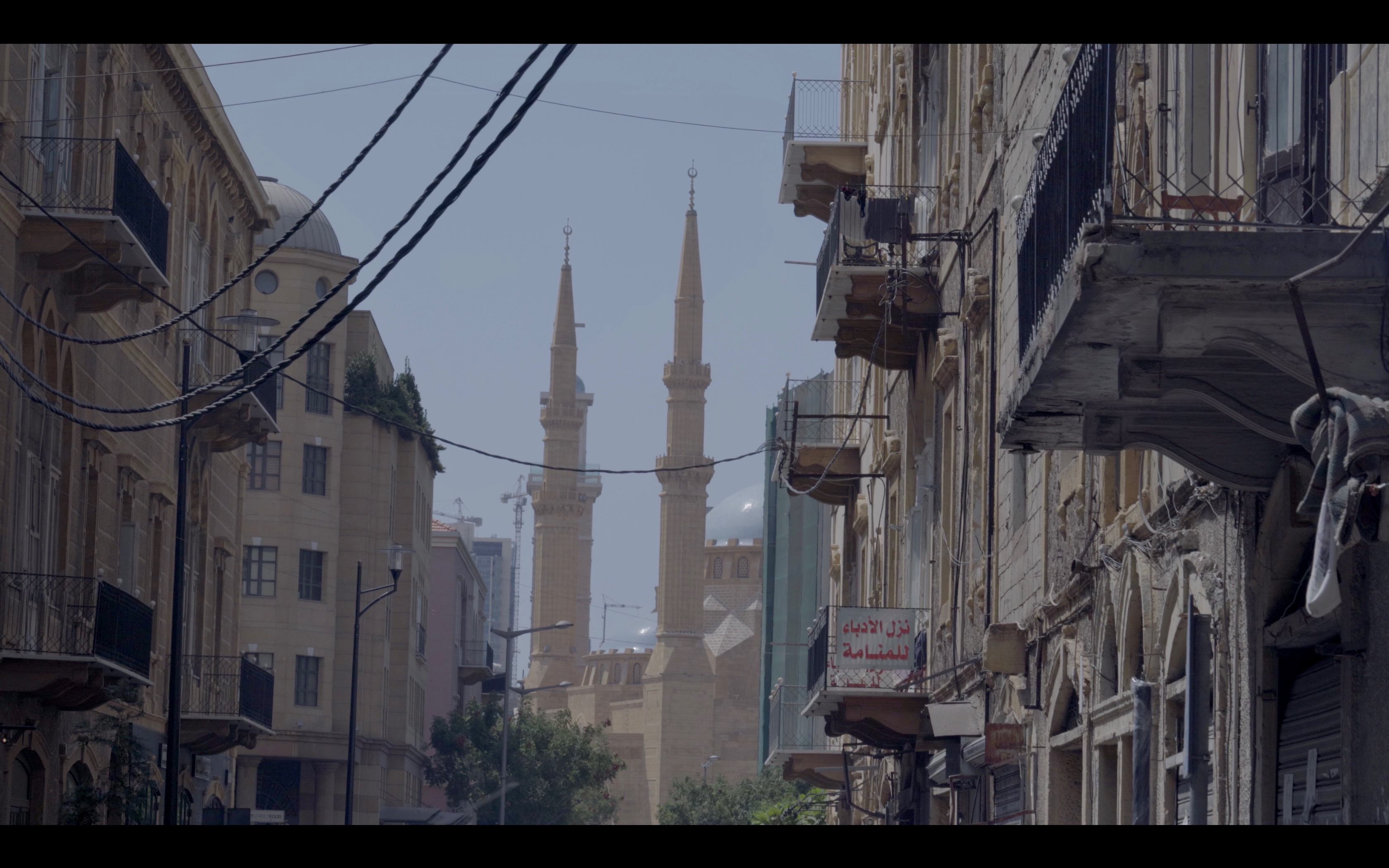
Die Dreharbeiten fanden in 23 Tagen an 21 Drehorten in der libanesischen Hauptstadt Beirut statt

Diamand Abou Abboud, bekannt aus Hauptrollen in Filmen wie Waynon von Maria Abdel Karim, Naji Bechara und Jad Beyrouthy, Innen Leben von Philippe Van Leeuw und Der Affront von Ziad Doueiri, spielt in der Titelrolle die alleinerziehende Mutter Arzé. Betty Taoutel, die wie Abboud im Libanon und in der arabischen Welt zu einer der bekanntesten Schauspielerinnen zählt, spielt ihre ältere Schwester Layla und der Nachwuchsschauspieler Bilal Al Hamwi in seiner ersten Filmrolle Arzés Sohn Kinan. In weiteren Rollen sind Shaden Fakih als Dina, Hagop Der Ghougassian als Sevag, Junaid Zeineldine als Noor und Fouad Yammine als Nicolas zu sehen.
Die Dreharbeiten fanden in der libanesischen Hauptstadt Beirut statt, wo der Film spielt. Sie erfolgten in 23 Tagen an 21 Drehorten. Die südkoreanische Kamerafrau Heyjin Jun war zuletzt für das Filmdrama Meeting You, Meeting Me von Lina Suh tätig.

### Filmmusik, Marketing und Veröffentlichung
Die Filmmusik komponierte Hany Adel, der Ehemann der Hauptdarstellerin Diamand Abou Abboud. Der ägyptische Gitarrist und Sänger ist Gründungsmitglied der arabischsprachigen Band Wust el-Balad. Überwiegend ist Adel als Schauspieler tätig und war zuletzt in der Fernsehserie Auf der Suche nach Ola zu sehen.
Die Premiere des Films fand am 21. April 2024 beim Beijing International Film Festival statt. Kurz zuvor wurde der erste Trailer vorgestellt. Im Juni 2024 wurde Arzé beim Tribeca Film Festival gezeigt. Im Oktober wurde der Film beim Newport Beach Film Festival vorgestellt und im November 2024 beim Cairo International Film Festival.

## Rezeption

### Kritiken
Paul Emmanuel Enicola schreibt in seiner Kritik für themoviebuff.net, ob nun Vater und Sohn in Fahrraddiebe von Vittorio De Sica, eine Tochter und ihre Mutter in Das Mädchen Wadjda von Haifaa Al Mansour oder nun eben Arzé und Kinan in diesem Film, bildeten solche Beziehungen den Kern der Erzählungen in einem guten Film über Familienbande. Dafür gebühre Regisseurin Mira Shaib großes Lob. Letztlich sei Arzé eine Ode an Eltern, insbesondere Mütter, die vor nichts Halt machen, um ihren Kindern ein besseres Leben zu ermöglichen. Der Film versuche nie zu behaupten, dass Arzé eine perfekte Mutter ist, durch das Lügen und Stehlen sei sie sogar weit davon entfernt. Doch beim näheren Hinsehen lasse Shaib das Publikum die Gründe für jede falsche Entscheidung verstehen und mache Arzé so zu einer vielschichtigen Figur, die sie greifbarer, liebenswerter und menschlicher macht.

### Auszeichnungen
Arzé wurde vom Libanon als Beitrag für die Oscarverleihung 2025 als bester Internationaler Film eingereicht. Im Folgenden eine Auswahl von Auszeichnungen und Nominierungen.
Asian World Film Festival 2024
- Auszeichnung als Beste Schauspielerin (Diamand Abou Abboud)[10]

Beijing International Film Festival 2024
- Nominierung für den Forward Future Award (Mira Shaib)[5]

Cairo International Film Festival 2024
- Nominierung in der Sektion „Horizons of Arab Cinema“
- Auszeichnung mit dem Youssef Cherif Rizkallah Award für das Beste Drehbuch (Louay Khraish und Faissal Sam Shaib)
- Auszeichnung als Beste Schauspielerin (Diamand Abou Abboud)[11][12]